# Iglesia de Santa María (Abades)
La iglesia de Santa María es un edificio situado en la parroquia española de Abades, en la provincia de Pontevedra.

## Descripción
El edificio se encuentra en la parroquia española de Abades, del municipio de Silleda, perteneciente a la provincia de Pontevedra, en la comunidad autónoma de Galicia. Se menciona como iglesia parroquial del lugar en el primer volumen del Diccionario geográfico-estadístico-histórico de España y sus posesiones de Ultramar de Pascual Madoz, donde aparece descrita con las siguientes palabras:

una igl. parr. de la que son anejas las de S. Cristobal de Martije y S. Martin de Pazos: el curato es de provision ordinaria: el edificio aunque bien construido es de poca capacidad.
(Madoz, 1845, p. 33)